# NGC 2729
NGC 2729 este o galaxie lenticulară situată în constelația Hidra. A fost descoperită în 3 martie 1864 de către Albert Marth. Se află la o distanță de 56,08 de megaparseci de Pământ.